# Сіриків
Сі́риків (Сірикове) —  село в Україні,  Чернігівській області, Прилуцькому районі. Відноситься до Варвинської селищної громади. 

## Географія
Розташований на річці Журавці (лівої притоки річки Удаю), за 10 км від центру громади. 

## Історія
Хутір Сіриків був приписаний до церкві Зішестя Святого Духа у Богданах.
У 1911 році на хуторі Сіриків Антонівської волості Пирятинського повіту Полтавської губенії жило  60 осіб (28 чоловічої та 32 жіночої статі)
Хутір Сіриків заснований у другій половині 19 століття. Входив до: 
- Після 1784 року до Пирятинського повіту Київського намісництва[1]

Відсутній в Списку наявних у Малоросійській губернії селищ 1799-1801 років, та на мапі Шуберта 1869 року.
- Антонівської волості 1-го стану Пирятинського повіту,
- до Варвинського району Прилуцького округу (1923-1930 рр.) 1925 р. 44 двори, 208 жителів; 1930 - 47 дворів, 229 жителів.[3]
- До 1945 року колгосп Шевченка[4]

Село постраждало внаслідок геноциду української нації, проведеного урядом СРСР 1932-1933 та 1946-1947.

## Сучасний стан
11 дворів, 14 жителів (1996 р.), 6 дворів, 5 жителів (2010-і)

## Населення
Згідно з переписом УРСР 1989 року чисельність наявного населення села становила 21 особа, з яких 7 чоловіків та 14 жінок.
За переписом населення України 2001 року в селі мешкало 7 осіб. 100 % населення вказало своєю рідною мовою українську мову.